# Маляков, Лев Иванович
Лев Иванович Маляков (11 января 1927, дер. Калашниково Гдовского р-на Псковской обл. — 16 января 2002, г. Псков) — русский советский поэт, прозаик, участник партизанского движения.

## Биография
Родился 11 января 1927 года в деревне Калашниково Гдовского района в крестьянской семье. До войны Лев Маляков закончил семь классов. В 1941 году ему исполнилось 14 лет. В годы оккупации сражался с фашистами в составе Второй Ленинградской партизанской бригады. В 1984 году газета «Псковская правда» опубликовала статью Л. Малякова «Навечно в памяти» с воспоминаниями о партизанском прошлом.
Он писал: 

«Тяжелое было время, когда Псковщина находилась под пятой захватчиков. Мечталось о том, чтобы ненавистный враг быстрее был изгнан с нашей земли. И хотелось хоть что-то, что было в наших мальчишеских силах сделать для этого». — из газеты «Псковская правда» - 23.06.1984.]
Одним из самых тяжелых испытаний стал арест и расстрел фашистами отца. Его увезли в Псков, и Льву удалось встретиться с ним случайно перед самым расстрелом.
Он вспоминает:

«Чуть свет отправился в город искать тюрьму. На заре лютовал мороз. Мимо крепостных стен по мосту я прошмыгнул мимо часового, не обратившего на меня внимание. На площади стояла виселица, на ней повешенные. Долго плутал я по городу. Когда нашел тюрьму, стало совсем светло. К тюрьме подошла открытая грузовая машина. Распахнулись ворота. На ломаном русском языке переводчик начал выкликать фамилии. Один за другим в кузов поднимались арестованные. И вдруг переводчик произнёс: «Мальяков!» Я не поверил своим ушам. Подбежал к машине. В кузов поднялся отец. Увидев меня, кивнул мне. Я закричал. Часовой сбил меня прикладом с ног, но я не чувствовал боли, видел только машину, которая уже тронулась. Вскочил и бросился за ней. Поскользнулся, упал. Машина скрылась за поворотом. Я не знал, что мне делать. Встал и пошёл к тюрьме. Тихо спросил у одного из пленных: «Куда увезли арестованных?» «Утром известно куда увозят: расстреливать».— из газеты «Псковская правда» - 23.06.1984.]
В 1944 году до достижения призывного возраста Лев Маляков ушел служить добровольцем на Военно-Морской флот. Он был радистом на торпедном катере. За участие в боевых действиях по освобождению Прибалтики от фашистских захватчиков он был награждён боевыми медалями и Орденом Отечественной войны 2-й степени.
в 1950 году Лев Маляков вернулся на родину и продолжил учёбу, прерванную войной. Окончив школу с серебряной медалью, он поступил в Ленинградский Государственный университет на факультет журналистики, куда привела его любовь к литературе, тяга к слову, жажда сочинительства. Его друзьями с тех студенческих лет стали писатели и поэты: Федор Абрамов, Вячеслав Шошин, Игорь Григорьев. Дипломную работу Лев Маляков готовил о творчестве Гавриила Троепольского и рискнул написать ему письмо. Троепольский прислал ответ на имя студента 5-го курса филологического факультета Малякова Льва Ивановича, где с юмором отметил:

«Вы очень дотошный парень», и добавил: «Дипломную работу пришлите мне. Прочту обязательно».— Письмо Г. Н. Троепольского от 12 апреля 1955 г. (Из семейного архива)
С 1955 по 1959 год работал в газете «Псковская правда».
С 1959 по 1962 год являлся редактором газеты «Молодой ленинец».
Вскоре переведён в Обком партии и назначен заведующим сектором печати. Однако партийная карьера не состоялась, так как эта деятельность была несовместима с творчеством. В эти годы появились первые публикации. Одной из них является сказка для детей в стихах «Львенок-путешественник». Для псковичей имя Льва Малякова стало известным с выходом в 1962 году первого сборника стихов «Проселки ведут на большак».
В 1964 году назначен заведующим Псковским отделением крупного издательства «Лениздат».
В 1964 году выпущен второй поэтический сборник «Страда».
В 1966 году выпущен третий поэтический сборник «Заколдованное счастье».
В 1968 году стал членом Союза писателей СССР.
В 1969 году выпущен четвёртый поэтический сборник «Заряна-печальница». В этих стихах обрели зримые черты зодчие, мастеровые, сотворившие на века чудо-город Псков, родная природа, деревня.
В 1972 году вышел пятый поэтический сборник «Иваны России». Название сборника отражает чувство уважения и любви к историческому прошлому России, к её Иванам, которые были не только крестьянами, но и князьями, царями. Такой подход к истории в те годы был недопустим. Сборник запретили к продаже, о чём было опубликовано специальное постановление Комитета по печати Российской федерации. Встал вопрос: может ли Лев Иванович Маляков руководить издательством? Ситуацию спас приехавший на Пушкинский праздник поэт Михаил Дудин, который взял на себя смелость защитить сборник стихов и его автора. Он дал стихам высокую оценку, подчеркнув их патриотическое значение.
В 1975 и в 1976 годах перенес два инфаркта. Но и находясь в тяжелом состоянии в госпитале, он не переставал работать над словом. Трудная поэтическая судьба подтолкнула к началу работы над прозой и…
в 1978 году появился первый роман «Доверие». В этом романе, как и в следующих: «Люди добрые», «Затяжная весна» описана жизнь псковской деревни от послевоенных лет до перестроечных. Показаны судьбы людей во многом напоминающие судьбы многих сельчан, горожан, наших земляков-псковичей. Написать о деревне Льву Малякову хотелось также в память о деревнях уже не существующих. Ведь и родная деревня Калашниково исчезла с современной карты Псковской области, как и многие когда-то многолюдные села. Автору хотелось оживить самобытную и неповторимую псковскую диалектную речь. Лев Иванович любил вспоминать, какой колоритный был у него язык, когда он поступил в университет. Однокурсники над ним посмеивались, и будущий писатель «отучил» себя от псковского диалекта, о чём часто сожалел. Работа над прозой захватила Льва Малякова. Но поэзия не сдавалась и…
в 1980 году вышел шестой сборник стихов «Милосердие весны», в котором было опубликовано множество новых сочинений, написанных за восемь трудных лет.
В 1983 году присвоениено звание Заслуженный работник культуры РСфСР.
В 1986 году вышел седьмой поэтический сборник «Сберегите цветы полевые». В предисловии к нему академик Д. С. Лихачев писал:

 «Наверно, правы считающие, что в имени поэта иногда уже заложены какие-то главные звуки и качества его поэзии. Во всяком случае, когда я впервые услышал имя Льва Малякова, мне показалось, что стихи его должны быть по-плотницки ладно сбитыми, русскими и народными. И одновременно очень весомыми. Думаю, в своем предощущении его поэзии я не ошибся. Но имя не бывает случайным, произвольным. Оно достается в наследство от рода и местности, где ты впервые вдохнул свежий воздух и увидел солнечный свет. И потому коренные свойства поэтического таланта связаны прежде всего с тем краем, где начиналась „почва и судьба“ автора. Для Льва Малякова такой край Псковщина, её не очень плодородная, но бесконечно добрая и красивая земля, освещенная гением Пушкина и Мусоргского, её свободолюбивые люди, дела которых испокон веков были тесно связаны с исторической судьбой России».— Д.С. Лихачев
Сборник 1988 года «Свидание» позволил переиздать уже известные широкому читателю стихотворения.
Вершиной прозы Льва Малякова является роман «Страдальцы». В 1997 году за роман «Страдальцы» удостоен звания Лауреата литературной премии Псковской области. В романе описана жизнь Псковщины во время фашистской оккупации.
В 2000 году вышла девятая поэтическая книжка «В последнем круге ада», сборник поэм. Главная идея этого сборника — показать разные стороны российской жизни, дать оценку тому историческому пути, который пройден в России в XX веке. Остро звучат проблемы социальной справедливости, национального самосознания человека, духовного единения России.
В 1990 году Лев Иванович создал школу-лицей имени А. С. Пушкина, просуществовавшую около 10 лет.

## Последние годы жизни
В день своего юбилея 11 января он дал интервью газете «Новости Пскова», в котором сказал:

 «Живу я тем, чем живёт весь наш многострадальный народ, болею теми же проблемами, какими и он болен. Размышляю о судьбе России, судьбе нашего русского крестьянства, ведь в ней, как в зеркале, и судьба страны отражена. Все глубже погружаюсь в изучение собственной биографии своих корней, извлекая много полезного для себя, переосмысливая свою жизнь».— Л.И.Маляков в интервью газете "Новости Пскова"
В день юбилея он получил самый главный подарок в свет вышла десятая поэтическая книга «Псковская вольница», посвященная предстоящему 1100-летию первого упоминания г. Пскова в летописи.
Спустя пять дней, 16 января Л. И. Малякова не стало.

## Художественные произведения
- сборник стихов «Проселки ведут на большак»
- сборник стихов «Страда»
- сборник стихов «Заколдованное счастье»
- сборник стихов «Заряна-печальница»
- сборник стихов «Иваны России»
- сборник стихов «Милосердие весны»
- сборник стихов «Сберегите цветы полевые»
- сборник стихов «Свидание»
- роман «Страдальцы»
- роман «Доверие»
- роман «Люди добрые»
- роман «Затяжная весна»
- роман «Страдальцы»

## Песни на стихи Льва Малякова
- «Боль-обида» (музыка Юрия Семёнова) — исполняет ВИА «Пламя»
- «Если б не было ночей» (музыка Юрия Семёнова) — исполняет гр. На-на